# Karl Mayer
 (septembre 2021).
Si vous disposez d'ouvrages ou d'articles de référence ou si vous connaissez des sites web de qualité traitant du thème abordé ici, merci de compléter l'article en donnant les références utiles à sa vérifiabilité et en les liant à la section « Notes et références ».
Karl Mayer est le nom d'un personnage fictif du feuilleton Desperate Housewives, interprété par Richard Burgi.

## Histoire du personnage
Avocat, Karl Mayer est l'ex-mari de Susan Bremmer et le père de Julie Mayer. Les époux Mayer divorcèrent quand celui-ci quitta Susan pour sa jeune secrétaire, Brandi. Susan a aussi découvert qu'il flirtait avec Edie Britt pendant qu'ils étaient mariés, et qu'il eut également des aventures avec elle plus tard.
Quelque peu jaloux de Mike Delfino, Karl demande à plusieurs reprises à Susan de se remettre ensemble.
Quand Susan était à la recherche d'une assurance santé pour se faire opérer, elle se remaria avec Karl, tout en planifiant, après l'opération, de divorcer. Quand Edie fut au courant de ce plan, Karl et Susan durent supporter sa rage.
Karl a aussi persuadé et manipulé Susan après qu'il lui apprit qu'il avait rompu avec Edie, ce qui n'était pas tout à fait vrai.
Il revient à l'épisode 8 de la saison 3, Children and Art, où il tente, sous pression de son ex-femme Susan, de rompre tout lien entre leur fille Julie Mayer et Austin.

## Saison 4
Il revient nous surprenant avec une nouvelle femme dans « la fleur de l'âge » enceinte de lui. Il rencontre Susan et frime avec ses nouvelles « possessions ».

## Saison 5
Bree le choisit pour avocat dans le divorce qu'elle compte demander, puisque Karl a une réputation de requin dans ce domaine. Plus tôt dans la saison on découvre que son fils Evan est élève dans la classe d'arts plastiques de Susan, l'ex femme de Karl. On comprend aussi que la mère de son fils l'a abandonné. À la fin de la saison 5, Karl tombe amoureux de Bree et l'embrasse. Celle-ci se laisse faire et une relation extra-conjugale nait.

## Saison 6
Karl et Bree entretiennent une relation entamée dans la saison 5. Ils tiennent à la garder secrète afin ne pas éveiller les soupçons d'Orson et de ne pas blesser Susan. 
Ils finissent par décider de se marier à la condition, posée par Bree, de ne pas avoir de rapports sexuels pendant au moins un mois. Elle souhaite ainsi tester la sincérité de Karl, qui semble d'ailleurs ne pas avoir failli.
Lors de la fête de voisins organisée pour Noël, Orson, le mari de Bree, apprend que Karl est l'amant de Bree, et les deux hommes se battent dans une petite maison du décor de Noël. Bree les rejoint, mais un avion en perdition arrive sur Wisteria Lane et détruit totalement la petite cabane. Dans l'épisode suivant, on apprend que Karl est mort au cours du crash de l'avion.

## Saison 8
Karl est l'un des fantômes vus dans la scène finale de la série lorsque Susan quitte la rue. Il est aux côtés de Ellie Leonard et de Nora Huntington.